# Teuchestes fossor
Teuchestes fossor Linnaeus, 1758 è una specie di coleottero scarabeide stercorario del genere Teuchestes, sottofamiglia Aphodiinae. Originario dell'ecozona paleartica, è diffuso anche in America del Nord in seguito all'introduzione accidentale e alla naturalizzazione durante la colonizzazione europea.
In precedenza classificato come appartenente al genere Aphodius, è l'unica specie di Teuchestes presente sul territorio italiano.

## Descrizione
Si tratta di un coleottero di dimensioni medio piccole (10-15 mm). É caratterizzato da un corpo tozzo dal colore nero, per la maggior parte delle volte, anche se alcuni esemplari possono presentare elitre rossastre.
Per maggiori particolari sulle caratteristiche fisiche, l'anatomia, il comportamento, l'habitat e la fenologia si rimanda alla voce Aphodiini.

## Biologia

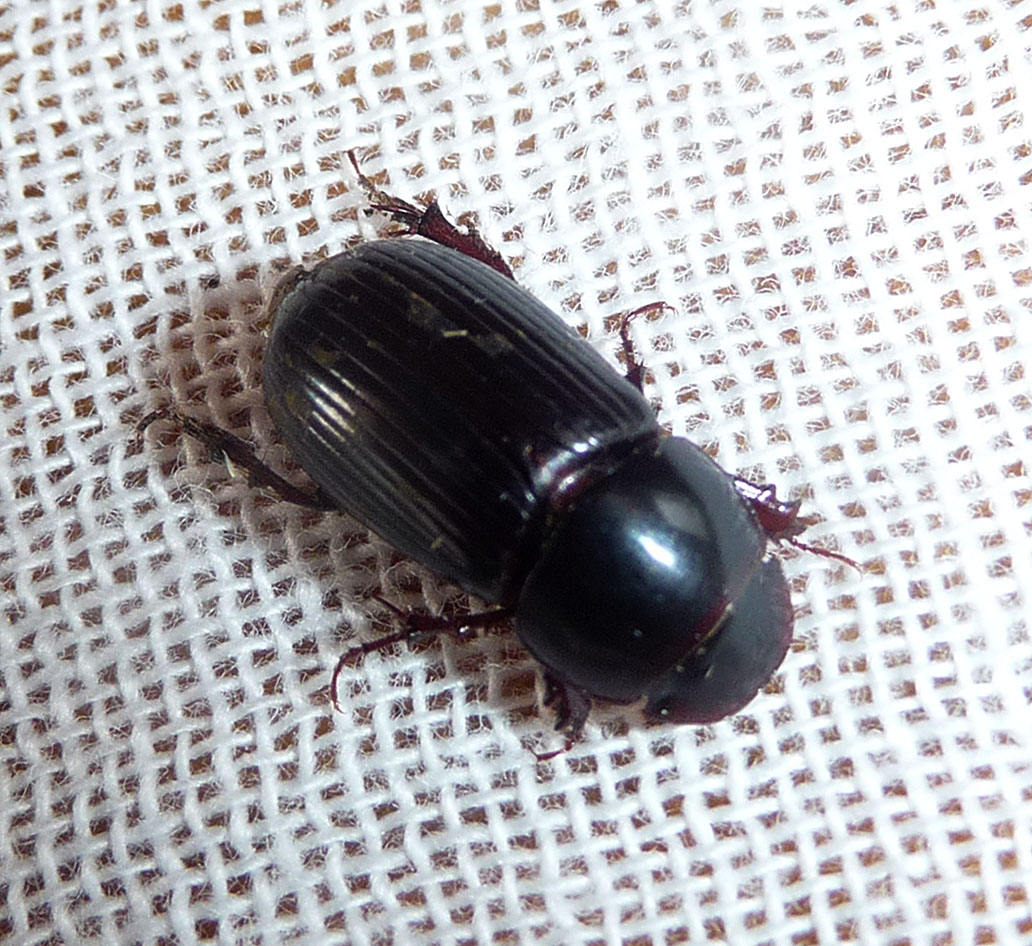

Sia gli adulti che le larve sono coprofagi, differenziando l'uso delle risorse nutrendosi rispettivamente delle frazioni liquide e fibrose dello sterco degli erbivori. Può essere facilmente raccolto dallo sterco del bestiame e di altri grandi mammiferi Questa specie è nota per sostenere una serie di servizi ecosistemici chiave nei pascoli per il bestiame.

## Distribuzione e habitat
La specie è diffusa in tutta Europa, da ovest, nel Caucaso, proseguendo verso est in Turchia, Asia centrale, Mongolia e Siberia occidentale. È inoltre presente, ma non autoctona, anche in America settentrionale.